# Gaverdovski
Gaverdovski (del ruso: Гавердовский) es un jútor del ókrug urbano de Maikop en la república de Adigueya de Rusia. Está situado en la orilla derecha del Bélaya, tributario del río Kubán, 6,5 km al oeste del centro de Maikop, la capital de la república. Tenía 3625 habitantes en 2010